# ダブル・ヴィジョン (ボブ・ジェームス&デイヴィッド・サンボーンのアルバム)
『ダブル・ヴィジョン』(Double Vision)は、アメリカ合衆国のフュージョン・ミュージシャン、ボブ・ジェームスとデイヴィッド・サンボーンが連名で1986年に発表したスタジオ・アルバム。

## 背景
マーカス・ミラーがベースの演奏に加えて2曲の作曲でも貢献し、そのうち「マプート」は、ジェームスとサンボーンが再びコラボレーションしたアルバム『クァルテット・ヒューマン』（2013年）の日本盤CDに、再演ヴァージョンがボーナス・トラックとして収録された。「シンス・アイ・フェル・フォー・ユー」にはアル・ジャロウがゲスト・ボーカリストとして参加しており、この曲はジャロウが主題歌を歌ったテレビドラマ『こちらブルームーン探偵社』のサウンドトラック・アルバムにも収録された。
本作のためのセッションにおけるアウトテイク「Luthor」と「Hey, Girl」は、2003年にライノ・エンタテインメントから発売されたリマスターCD (8122 73725 2)にボーナス・トラックとして収録された。

## 反響
アメリカでは1986年6月14日付のBillboard 200で初登場113位となり、同年7月19日には最高50位を記録して、合計64週にわたりトップ200入りするロング・ヒットとなった。また、『ビルボード』のR&B/ヒップホップ・アルバム・チャートでは16位に達した。
スイスでは1986年6月22日付のアルバム・チャートで27位を記録するが、翌週にはチャート圏外に落ちた。日本のオリコンLPチャートでは3週トップ100入りし、最高75位を記録した。

## 評価
第29回グラミー賞では最優秀ジャズ/フュージョン・パフォーマンス賞を受賞した。スコット・ヤナウはオールミュージックにおいて5点満点中4点を付け「サンボーンは、主にジェームスやミラー作の強力なメロディを心地良く響かせており、"Since I Fell for You"では、ゲスト・ボーカリストのアル・ジャロウと共に見事な演奏をしている。ジェームス名義でリリースされた録音の中でも最高傑作の一つであり、セールス的にも成功した」と評している。

## 収録曲
4.を除く全曲ともインストゥルメンタル。
1. マプート - "Maputo" (Marcus Miller) - 6:50
2. モア・ザン・フレンズ - "More Than Friends" (M. Miller) - 6:17
3. ムーン・チューン - "Moon Tune" (Bob James, David Sanborn) - 7:06
4. シンス・アイ・フェル・フォー・ユー - "Since I Fell for You" (Woodrow Buddy Johnson) - 5:51
5. イッツ・ユー - "It's You" (D. Sanborn) - 5:15
6. ネヴァー・イナフ - "Never Enough" (B. James, D. Sanborn) - 6:29
7. ユー・ドント・ノウ・ミー - "You Don't Know Me" (Cindy Walker, Eddy Arnold) - 5:37

### 2003年リマスターCDボーナス・トラック
1. "Luthor" - 6:01
2. "Hey, Girl" (Gerry Goffin, Carole King) - 4:46

## 参加ミュージシャン
- ボブ・ジェームス - キーボード、シンセサイザー
- デイヴィッド・サンボーン - サクソフォーン
- アル・ジャロウ - ボーカル(on #4)
- ポール・ジャクソン・ジュニア - ギター
- エリック・ゲイル - ギター(on #4, #7)
- マーカス・ミラー - ベース
- スティーヴ・ガッド - ドラムス
- パウリーニョ・ダ・コスタ - パーカッション
- ロビー・キルゴア - アディショナル・シンセサイザー・プログラミング
- ボブ・ライリー - ドラム・プログラミング(on #6)